# François-Xavier de Feller
François-Xavier de Feller (Bruselas, 18 de agosto de 1735-Ratisbona, 23 de mayo de 1802) fue un jesuita, escritor y publicista belga.

## Vida
De familia originaria de Luxemburgo, su padre era un alto funcionario de la ciudad de Arlon, y su madre, hija del señor de Autelhaute. Antes de entrar en la Compañía de Jesús estudió humanidades en el colegio de Luxemburgo y dos años, filosofía en Reims (Francia). Hecho su noviciado, enseñó retórica en Luxemburgo (1757-1760) yen Lieja (1760-1762). Al comenzar la teología en Luxemburgo, le encomendaron los sermones latinos de cuaresma a los teólogos, filósofos y humanistas de la ciudad. Disuelta la Compañía de Jesús en Francia (1764), muchos de los estudiantes jesuitas tuvieron que pasar a Bélgica y, para evitar la aglomeración, algunos de los escolares belgas fueron al extranjero. Trasladado a Eslovaquia, acabó su teología en Trnava, hizo la tercera probación (1766-1767) en Neusohl (hoy Banská Bystrica) y luego estuvo un año como preceptor del hijo del conde Stephen Andrassi.
Se benefició mucho de su estancia en el extranjero para conocer Hungría, Polonia y Rumania, hasta que, por fin, a través de Italia, Bohemia y el Sacro Imperio Romano, regresó a Bélgica (1769). Fueron estos años, sin duda, un elemento importante para su formación. En los países que visitó, observó el influjo destructor que las ideas anticristianas de los philosophes franceses ejercían sobre ellos y comprendió la necesidad de reaccionar contra el avance del indiferentismo y la increencia.
Después de enseñar en Nivelles, se hizo famoso como predicador en Lieja (1772-1773). Al ser suprimida la Compañía de Jesús (1773), pasó al clero diocesano. En 1790, fue consejero del cardenal Johann Heinrich von Frankenberg, arzobispo de Malinas. Cuando las tropas francesas invadieron (1794) Bélgica, marchó a Alemania, primero a Paderborn, donde el obispo le confió la dirección del colegio diocesano, y luego a Ratisbona (1797), llamado por su principe-obispo.
En esta ciudad permaneció hasta su muerte. Se le conoce sobre todo por su actividad literaria. Fue un publicista de gran talento, un notable polemista y un enérgico defensor de las libertades de su país (Revolución brabanzona contra José II de Austria, 1789-1790) y de los derechos de la Iglesia católica. Luchó infatigablemente contra los enciclopedistas y no escatimó las críticas a José II y sus reformas. Por esto, cuando la administración austriaca le persiguió, poniendo a precio su cabeza, tuvo que cambiar a menudo de residencia. Con todo, incluso en medio de graves dificultades, siguió publicando el Journal historique et littéraire, que alcanzó los sesenta volúmenes. Esta revista, editada desde 1774 a 1794, fue la sucesora del Clef du Cabinet des Princes.
Fue un espíritu universal, aunque menos dotado para los problemas científicos que para los filosóficos o teológicos. La recopilación de sus ruegos, protestas y reclamaciones, hechas al Emperador, consta de dieciocho volúmenes. Debe reseñarse su Itinéraire ou voyages..., lleno de observaciones perspicaces y reflexiones agudas. En la Biblioteca Real de Bélgica se conservan más de 1.200 de sus cartas.

## Obras
- Jugement d'un écrivain protestant touchant le livre de Justinus Febronius (Leipzig [Luxemburgo], 1770).
- Catéchisme philosophique, 3 v. (Lieja, 1773).
- Dictionnaire géographique portatif, 2 v. (Paris/Lieja, 1778).
- Dictionnaire historique, 6 v. (Lieja, 1781-1784).
- Recueil des représentations, protestations, et réclamations faites à S. M., 18 v. (1787-1791).
- Itinéraire ou voyages... en différents parties de l'Europe, 2 v. (Lieja/Parfs, 1820).